# Richard Bell (político)
Richard Bell (Merthyr Tydfil, Gales, 29 de noviembre de 1859 – Londres, 1 de mayo de 1930) fue un político y sindicalista británico, uno de los dos primeros diputados laboristas de la historia del Reino Unido y el primero elegido por una circunscripción inglesa de ellos, electo tras la formación del Comité de Representación Laborista (LRC) en 1900.
Bell nació en Merthyr Tydfil y se desempeñó como alto dirigente sindical al ser elegido secretario general del sindicato ferroviario Amalgamated Society of Railway Servants. Fue elegido diputado por Derby, una circunscripción de dos escaños, junto a un candidato liberal, en las elecciones generales de 1900. Simpatizaba con los liberales en muchos asuntos, excepto en aquellos que afectaban directamente a su sindicato. Esto hizo que no fuese muy compatible con el otro diputado laborista, Keir Hardie, un convencido socialista, militante del Partido Laborista Independiente.
Aunque fue su presidente entre 1902 y 1903, ya este último año Bell pugnaba por no acatar el reglamento del grupo parlamentario del LRC, que entonces contaba ya con cinco diputados tras una serie de elecciones parciales. En 1904 se le consideró apartado del grupo y fue adscrito al Partido Liberal. Fue reelegido en las elecciones generales de 1906.
Sus partidarios en el Consejo Sindical de Derby acabaron desilusionados con su figura y le reemplazaron en las elecciones generales de 1910 por otro sindicalista de la ASRS, Jimmy Thomas. Tras abandonar el Parlamento, Bell se integró en la rama sobre Intercambio Laboral de la Comisión de Comercio. En 1920 abandonó ese puesto pero continuó implicado en política local, ejerciendo como concejal del distrito urbano de Southgate entre 1922 y 1929.